# Перибея (жена Полиба)
Перибея (др.-греч. Περίβοια) — персонаж греческой мифологии из коринфского цикла, жена царя Коринфа или Сикиона Полиба, приёмная мать Эдипа.

## В мифологии
Перибея упоминается в источниках в основном в связи с историей Эдипа, о её происхождении античные авторы молчат. Перибея была женой Полиба, царя Коринфа или Сикиона; именно к ней царские пастухи принесли найденного ими на склоне Киферона младенца с проколотыми лодыжками (по альтернативной версии, царица сама нашла ребёнка, когда стирала одежду на берегу моря). Она усыновила ребёнка, вылечила его и дала ему имя Эдип. Когда мальчик вырос, Перибея начала скрывать от него правду о его происхождении. Согласно Псевдо-Аполлодору, однажды, когда сверстники обозвали Эдипа подкидышем, он «стал расспрашивать Перибею, но ничего не смог от нее узнать».
Позже Эдип получил предсказание, что убьёт собственного отца и женится на матери. Для того, чтобы этого не случилось, он, считая Перибею и Полиба своими настоящими родителями, покинул их дом. По данным Псевдо-Гигина, после смерти Полиба Перибея рассказала Эдипу, что он подкидыш. Это вместе с рассказом пастуха заставило Эдипа понять, что пророчество свершилось.
Псевдо-Гигин пишет, что у Перибеи не было родных детей. В других источниках упоминаются дочери Полиба Алкиона (жена Амфилоха, сына Дрианта) и Лисианасса (жена Талая).
По данным Софокла, жену Полиба звали Меропа; по данным автора схолиев к «Царю Эдипу», это была Медуза, дочь Орсилоха. В других источниках фигурируют Эрибея и Эрибоя, но это, по-видимому, просто варианты имени Перибея.
Сцена, в которой Перибее приносят младенца Эдипа, изображена на глиняной чаше, которая сохранилась до наших дней. Мифу об Эдипе было посвящено множество античных пьес, но тексты почти всех этих произведений утрачены. В сохранившихся трагедиях Софокла Перибея только упоминается.